# Georg von Babich
Georg Babich, seit Dezember 1863 Freiherr Georg von Babich (* 30. April 1826 in St. Rochus in der Steiermark; † 16. Februar 1890 in Pest) war ein österreichischer Feldmarschallleutnant.

## Leben

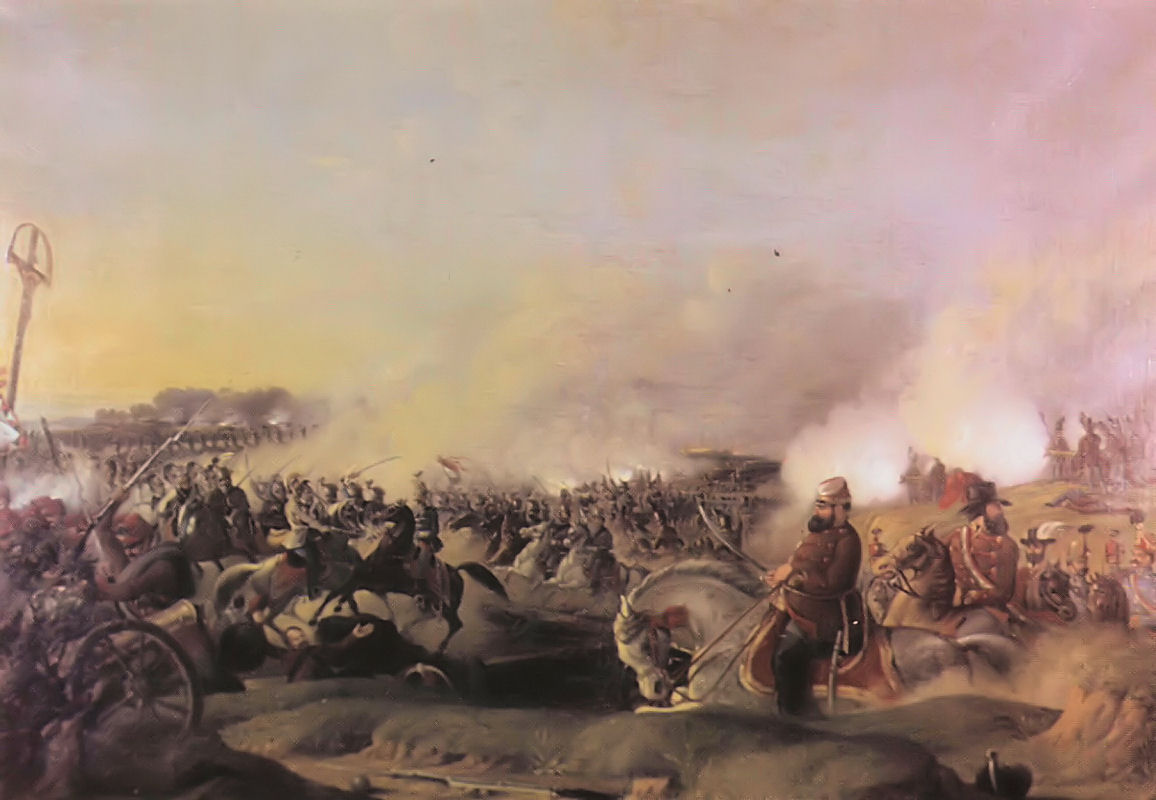
Gemälde von Imre Medve (1818–1878) über die Schlacht von 1849 bei Nagy-Salló (1851)

Georg von Babich war der Sohn eines Leutnants und trat im Alter von elf Jahren am 19. Oktober 1837 in die österreichische Kaiserlich-Königliche Armee ein und besuchte 1844 die Theresianische Militärakademie.
1848 nahm er am fünftägigen Kampf (siehe Fünf-Tage-Aufstand) in Mailand teil und wurde während des ersten Italienischen Unabhängigkeitskriegs am 29. Mai  bei Curtatone schwer verwundet.
Am 8. Februar 1849 erfolgte seine Beförderung zum Oberleutnant und er kam zur Armee nach Ungarn; dort war er während der Ungarischen Revolution an der Schlacht zwischen den ungarischen Honvéds (siehe K.u. Landwehr (Österreich-Ungarn)) und den kaiserlichen Truppen bei Nagy-Salló (heute Tekovské Lužany) beteiligt und bildete mit drei Zügen die Deckung der Brigadebatterie. Nur durch sein entschlossenes Handeln verhinderte er die Einnahme der Einheit durch den Feind und  erhielt hierfür 1856 das Militärverdienstkreuz.
Am 7. November 1854 erfolgte seine Beförderung zum Hauptmann 2. Klasse und am 10. April 1859 zum Hauptmann 1. Klasse sowie am 25. Juli 1866 zum Major.
Er war 1859 an den Feldzügen in Italien (siehe Italienische Unabhängigkeitskriege#Zweiter Unabhängigkeitskrieg (1859)) und 1866 gegen Preußen (siehe Deutscher Krieg) beteiligt und erhielt für seine Leistungen den Ausdruck der Allerhöchsten belobenden Anerkennung (Allerhöchste Entschließung vom 3. Oktober 1866).
Am 1. Mai 1867 wurde er zum Infanterieregiment 22 versetzt und dort am 25. April 1874 zum Oberstleutnant befördert. 1875 wurde er zum Reservekommandanten ernannt und auf diesem Dienstposten am 1. Mai 1877 zum Oberst befördert.
Er wurde am 1. November 1877 zum Regimentskommandeur des Infanterieregiments 32 ernannt und führte 1878 das Regiment während des Okkupationsfeldzugs in Bosnien im Gefecht bei Stolac am 21. August und bei der Zernierung und Beschießung von Klobuk bei Ljubuški vom 24. bis zum 28. September 1878; in Anerkennung für seine Taten wurde er am 18. Dezember 1878 mit dem Ritterkreuz des Österreichisch-kaiserlichen Leopold-Ordens ausgezeichnet.
Am 1. November 1878 wurde er Regimentskommandeur des Infanterieregiments Nr. 74 und am 6. April 1880 zum Kommandanten der 2. Gebirgsbrigade sowie zum Leiter der Bezirksbehörde in Trebinje ernannt; für seine dortigen Dienste wurde ihm am 16. Juli 1881 das Komturkreuz des Franz-Joseph-Ordens verliehen und am 10. April 1882 erhielt er eine Allerhöchste Belobung.
Am 1. Mai 1883 erfolgte seine Beförderung zum Generalmajor und am 25. Juli 1888 wurde er zum Stellvertreter des Kommandanten des 4. Korps-Kommando in Budapest ernannt.
Seine Beförderung zum Feldmarschallleutnant erfolgte am 1. November 1888.

## Ehrungen und Auszeichnungen
- 1856: Verleihung des Militärverdienstkreuzes 2. Klasse;
- 3. Oktober 1866: Allerhöchste Belobung;
- 1878: Verleihung des Ritterkreuzes des Österreichisch-kaiserlichen Leopold-Orden;
- 16. Juli 1881: Verleihung des Komturkreuzes des Franz-Joseph-Ordens;
- 10. April 1882: Allerhöchste Belobung[6];
- 27. Oktober 1882: Verleihung des Ordens der Eisernen Krone 2. Klasse;
- Dezember 1882: Erhebung in den Freiherrenstand[7];
- 1884: Komturkreuz des päpstlichen Piusordens[8];
- 21. September 1888: Allerhöchste Belobung[9].